# Нисидзава, Хироёси
Хироёси Нисидзава (яп. 西澤 広義 Нисидзава Хироёси, 27 января 1920 — 26 октября 1944) — японский ас, лётчик ВВС Императорского флота Японии во время Второй мировой войны.
Возможно, Нисидзава был лучшим японским асом за всю войну: к моменту своей смерти им было одержано 87 воздушных побед. Эта статистика не очень точна, так как в японской авиации было принято вести статистику эскадрильи, а не персонально пилотов, а также из-за чрезмерно жёстких требований при учёте. После гибели Нисидзавы газеты писали про 150 одержанных им воздушных побед, семье он сообщил про 147, в некоторых источниках упоминаются 102, а предполагается даже и 202.

## Биография
Нисидзава родился в горной деревне в префектуре Нагано. Он был пятым сыном Микидзи и Миёси Нисидзавы. Его отец был управляющим на фабрике по производству сакэ. Хироёси окончил школу и работал на текстильной фабрике. В июне 1936 года ему на глаза попался плакат, призывающий добровольцев в Ёкарэн — школу подготовки лётчиков-резервистов.

### В Новой Гвинее
Когда началась война на Тихом океане, Нисидзава находился в эскадрилье  (яп. 中隊 тю:тай) группы Титосэ (ja:千歳海軍航空隊), укомплектованной устаревшими самолётами Mitsubishi A5M «Клод». Его направили на аэродром Вунаканау на только что занятой японцами Новой Британии. На той же неделе эскадрилья получила свои первые самолёты Mitsubishi A6M «Зеро» (A6M2, тип 21).
3 февраля 1942 года, всё ещё летая на устаревшем A5M, Нисидзава одержал свою первую победу — сбил гидросамолёт «Каталина». Впоследствии было установлено, что гидросамолёт был только повреждён и сумел вернуться на базу. 10 февраля эскадрилья Нисидзавы была переформирована в 4-й авиакорпус. Как раз стали готовы к вылетам новые самолёты, и Нисидзава получил «Зеро» A6M2 с бортовым номером F-108.
1 апреля эскадрилья Нисидзавы была переброшена в Лаэ на Новой Гвинее и приписана к авиакорпусу Тайнань кокутай. Там Нисидзава летал с асами Сабуро Сакаи и Тосио Отой под командованием Дзюнъити Сасаи. Сакаи в воспоминаниях описывает своего друга Нисидзаву постоянно бледным и измождённым, страдающим от малярии и тропических кожных заболеваний. О его способностях Сабуро Сакаи, сам один из ведущих асов империи, писал: «Я никогда не видел, чтобы пилот проделывал на своём самолёте то, что Нисидзава на своём Зеро. Его пилотаж был блестящим, совершенно непредсказуемым, невозможным, потрясающим всех, кто это видел».
Они постоянно сталкивались с ВВС Австралии и США, которые базировались на Порт-Морсби. Первая подтверждённая победа Нисидзавы произошла 11 апреля — он сбил американский Bell P-39 Airacobra. Он сбил ещё 6 самолётов за 72 часа между 1 и 3 мая, благодаря чему стал официально признанным воздушным асом. Нисидзава стал одним из знаменитой тройки — вместе с Сабуро Сакаи и Тосио Отой.
Ночью 16 мая Нисидзава, Сакаи и Ота слушали австралийское радио, и Нисидзава узнал «Данс Макабр» французского композитора, пианиста и органиста Камилла Сен-Санса. У Нисидзавы возникла сумасшедшая идея: «Знаете про завтрашний налёт на Порт-Морсби? Почему бы нам не устроить небольшое представление — танец смерти в нашем исполнении? Сделаем несколько демонстративных петель над их аэродромом, это сведёт их с ума».
17 мая Ота повёл эскадрилью в налёт на Порт-Морсби, и Сакаи с Нисидзавой шли как его ведомые. На обратном пути Сакаи просигналил Нисидзаве, что он идёт к вражескому аэродрому. Через минуту они трое встретились и устроили демонстрацию пилотажа, сделав три петли в тесном построении. Затем Нисидзава показал, что хочет повторить; они спустились до 1800 метров и сделали ещё три петли, всё ещё без всякого огня с земли. Затем повернули к своему аэродрому и вернулись в Лаэ, опоздав на 20 минут.
В 9:00 лейтенант Дзюнъити Сасаи срочно вызвал его в штаб. Когда Нисидзава прибыл, Сасаи показал ему письмо. «Знаете, где я нашёл эту штуку?», кричал он. «Нет? Я скажу вам, идиоты, его сбросили нам на базу несколько минут назад с вражеского самолёта!». Письмо, написанное на английском, гласило:
Командующему Лаэ: мы были очень впечатлены теми тремя пилотами, что посетили нас сегодня, всем нам понравились петли, которые они показали над нашей базой. Это было настоящее представление. Мы оценили бы, если бы те же самые пилоты возвратились сюда ещё раз, с зелёными шарфами на шее. Мы сожалеем, что не могли уделить им должное внимание, но мы постараемся в следующий раз встретить их как следует.
Нисидзава, Сакаи и Ота стояли смирно и сдерживали смех, пока Сасаи ругал их за «идиотское поведение». Он запретил им впредь устраивать подобные шоу перед американскими позициями. Лётчики про себя решили, что представление того стоило.

### Гуадалканал
В начале августа 1942 авиагруппу перебросили в Рабаул, и они сразу приступили к вылетам на Гуадалканал. В первом бою 7 августа Нисидзава сбил шесть истребителей Grumman F4F Wildcat (исторически подтверждено 2 сбитых самолёта).
8 августа 1942 года Сабуро Сакаи, близкий друг Нисидзавы, серьёзно пострадал в бою против торпедоносцев «Grumman TBF Avenger». Нисидзава заметил исчезновение Сакаи, бросился на поиски — Сакаи или американцев. Потом несколько остыл и вернулся в Лукунау. Позже, ко всеобщему изумлению, Сакаи вернулся, серьёзно раненый. С пробитой навылет головой, весь в крови и ослепший на один глаз, он вернулся на базу на своём повреждённом Зеро после перелёта в 4 часа 47 минут, одолев 560 морских миль (1040 км). Нисидзава, Сасаи и Ота отправили Сакаи в госпиталь. Нисидзава отстранил шофёра и лично вёз Сакаи — как можно быстрее и осторожнее — до хирурга. Сакаи был эвакуирован в Японию 12 августа.

### Возвращение в Японию
Он вернулся в Рабаул 7 мая 1943 года и продолжил участвовать в операциях над Новой Гвинеей и Соломоновыми островами. Как правило, он летал на A6M3 тип 22 с хвостовым номером UI-105. 14 мая 32 истребителя сопровождали 18 бомбардировщиков G4M во время их рейда на Оро Бэй в Новой Гвинее. Они встретили американские истребители P-40 и новые «Лайтнинги» из 49-й группы. Произошёл бой, во время которого японцы сбили около 13 американских самолётов, но американцы успели сбить 11 G4M и 10 Зеро. Только 4 бомбардировщика смогли дотянуть до аэродрома.
В этом бою Нисидзава с напарником сбили P-38 Артура Баухоффа, который выпрыгнул с парашютом над морем, но был съеден акулами. Когда P-40 атаковали бомбардировщики, лейтенант Шелдон Бринсон был атакован необычно манёвренным Зеро, пилот которого явно был ветераном, и Бринсон едва успел уйти. Вероятно, это был Нисидзава, стиль пилотажа которого узнаваем в описании Бринстона.
К середине июня Нисидзава записал на свой счёт ещё 6 сбитых самолётов. В этот момент в авиации прекратили вести индивидуальную статистику, и с этого момента деятельность Нисидзавы проследить сложно. За свои заслуги командование 11-го воздушного флота (лично вице-адмирал Дзюнъити Кусака) наградило Нисидзаву боевым мечом с надписью Буко бацугун («За военную доблесть»).
В феврале 1944 он был отправлен защищать Северные Курилы от американских бомбовых рейдов. Однако в этом регионе ему не удалось сбить ни одного самолёта.

### Филиппины

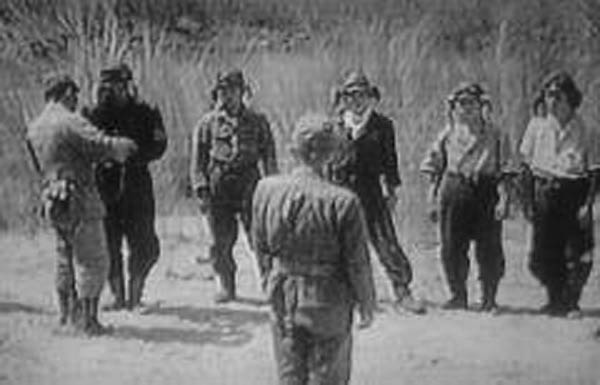
Группа «Сикисима» лейтенанта Юкио Сэки из 1-го корпуса специальных атак готовится к вылету с авиабазы Мабалакат на Филиппинах (25 октября 1944).

В октябре 1944 года авиагруппа 203 была переброшена на Лусон. Нисидзава и ещё четыре лётчика были размещены на маленьком аэродроме в Себу.
25 октября он повёл 4 истребителя сопровождения (A6M5), прикрывая первый за ту войну вылет лётчиков-камикадзе. С ним летели Нисао Сугава, Синго Хонда и Рёдзи Баба, целью было соединение вице-адмирала Спрэга «Таффи-3», прикрывающее американские десанты во время Битвы в заливе Лейте. Лётчиков-камикадзе вёл лейтенант Юкио Сэки, всего было 5 самолётов A6M5 тип 52, снаряжённых 250-килограммовой бомбой. Это были первые камикадзе, которые смогли потопить американский корабль. Атака была успешной, 4 из 5-ти самолётов достигли цели и нанесли тяжёлые повреждения. Юкио Сэки врезался в полётную палубу эскортного авианосца «Сен-Ло», который затонул через полчаса. Перед вылетом Юкио Сэки сказал: «Плохи дела Японии, если она заставляет гибнуть своих лучших пилотов. Я иду на это не за императора и не за империю. Я иду, потому что мне так приказано!».
Прикрывая этот налёт, Нисидзава записал на свой счёт 86-й и 87-й сбитый самолёт — ему удалось сбить два Хэллкета. Это были последние сбитые самолёты в его жизни.
За всё время полёта у Нисидзавы были дурные предчувствия — ему было видение его гибели. Он написал рапорт об успешном вылете и попросил разрешения полететь самому в качестве камикадзе. Ему было отказано, он был слишком ценен в качестве истребителя.

### Гибель
Через день после гибели своего самолёта Нисидзава и другие лётчики 201-го корпуса сели в транспортный самолёт Nakajima Ki-49 Donryu («Helen») и вылетели из Мабалаката в Себу за новыми самолётами с аэродрома Кларкфилд. У Калапана на острове Миндоро Ki-49 был атакован двумя Хэллкетами из эскадрильи VF-14 соединения CV-18 и загорелся. Нисидзава погиб как пассажир. Скорее всего, убийцей самого результативного лётчика-аса Императорской Японии Второй мировой войны был Харольд Невилл.
Боевой офицер Хироёси Нисидзава, ведущий ас Японии, погиб в возрасте 24 лет.
Услышав про гибель Нисидзавы, адмирал Соэму Тоёда, командующий объединённым флотом, посмертно повысил его в звании до младшего лейтенанта, так как на момент гибели он был всего лишь старшим унтер-офицером. Нисидзава также получил посмертное имя Букай-ин Кохан Гико Кёси, что переводится как «В океане войны, один из почитаемых лётчиков, чтимое в буддизме лицо». После войны его имя из-за недоразумения исчезло из списков и похоронного обряда не проводили до 2 декабря 1947 года.